# Constel·lació de l'Altar
Altar (en llatí «Ara») és una feble constel·lació de l'hemisferi sud, entre Scorpius, Telescopium, Triangulum Australe i Norma.
Era coneguda en l'antiga Grècia com a Βωμός, Bōmǒs) una de les 48 constel·lacions gregues descrites per l'astrònom Ptolemeu del segle ii, i encara és una de les 88 constel·lacions modernes designades per la Unió Astronòmica Internacional.

Mapa de la constel·lació Altar

La supergegant taronja β Arae, per a nosaltres la seva estrella més brillant mesurada amb una magnitud aparent gairebé constant de 2,85, és marginalment més brillant que Alpha Arae blau-blanc. Se sap que set sistemes estel·lars allotgen planetes. μ Arae, semblant al Sol, acull quatre planetes coneguts. Gliese 676 és un sistema binari de nanes vermelles (aparellat per gravetat) amb quatre planetes coneguts.

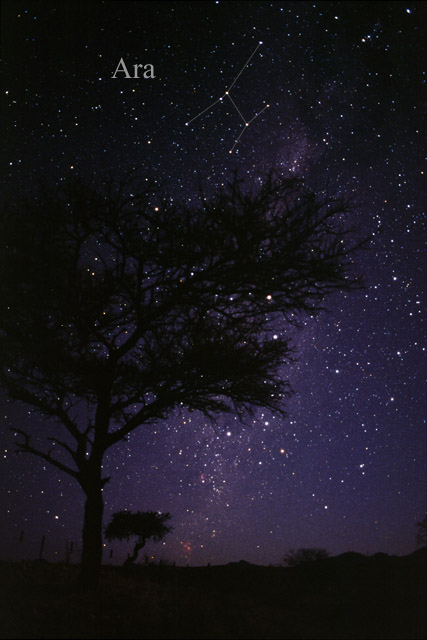
Altar vist en el cel nocturn

La Via Làctia travessa la part nord-oest d'Altar. Dins de la constel·lació hi ha Westerlund 1, un súpercúmul estel·lar que conté la supergegant vermella Westerlund 1-26, una de les estrelles més grans conegudes.

## Història
En la mitologia grega antiga, Ara es va identificar com l'altar on els déus van fer ofrenes per primera vegada i van formar una aliança abans de derrotar els titans. Sent una de les constel·lacions més meridionals representades per Ptolemeu, ja havia estat registrada per Arat l'any 270 aC com a prop de l'horitzó, i l'Almagest representa estrelles tan al sud com Gamma Arae. El professor Bradley Schaefer proposa que aquests antics haurien d'haver pogut veure fins al sud fins a Zeta Arae, per a un patró que semblava un altar.

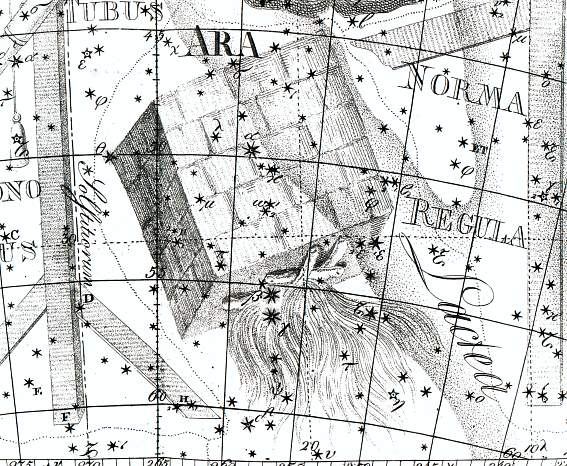
Il·lustració d'Altar, de Johann Elert Bode, del seu llibre Uranographia (1801)
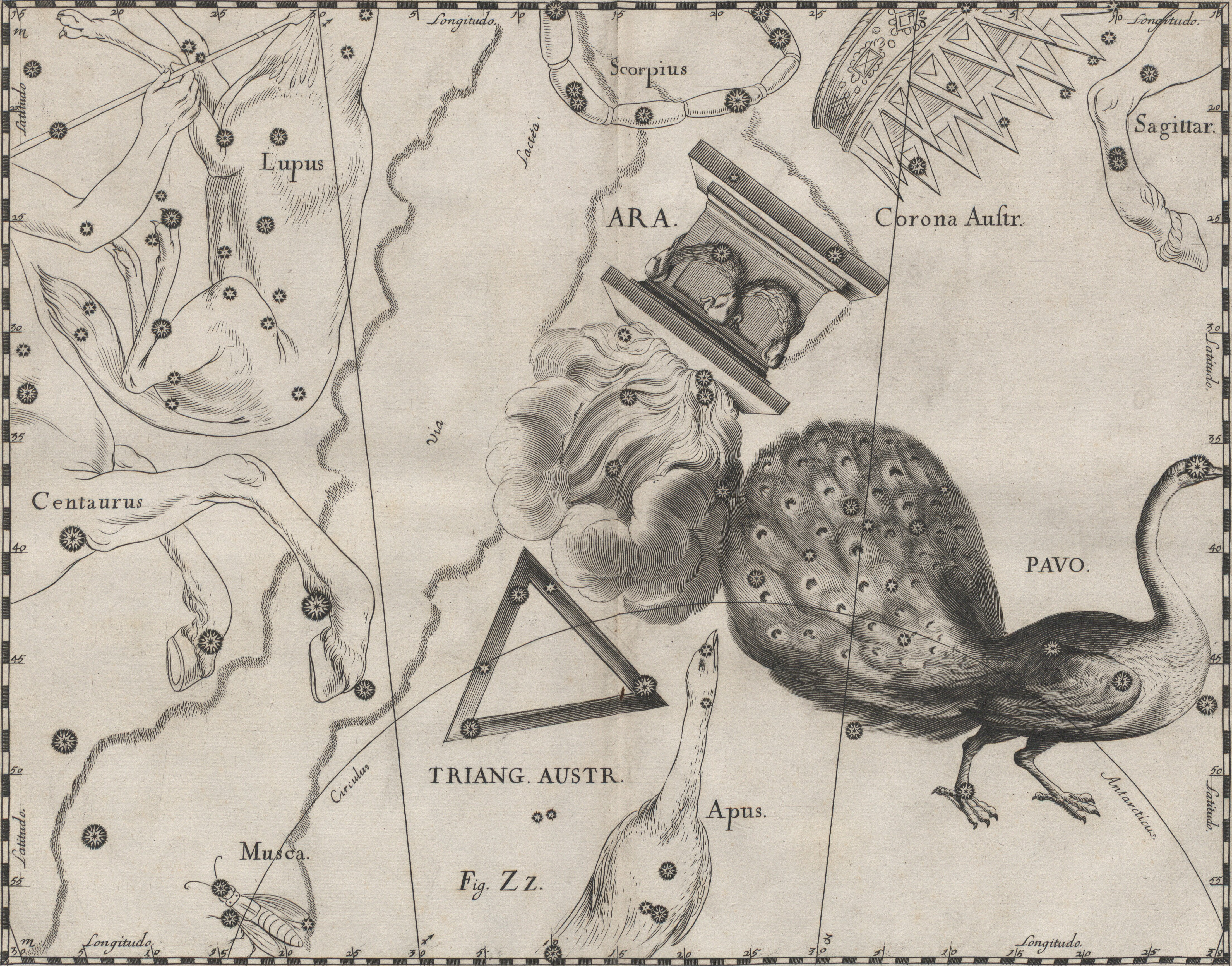
Il·lustració d'Altar de Johannes Hevelius, del seu llibre Firmamentum Sobiescanum sive Uranographia

A les il·lustracions, Ara se sol representar com un altar clàssic compacte amb el seu fum «pujant» cap al sud. Tanmateix, les representacions sovint varien. En els primers dies de la impressió, una xilografia de 1482 del clàssic Poeticon Astronomicon de Gai Juli Higí representa l'altar envoltat de dimonis. En 1603, Johann Bayer va representar Ara com un altar amb encens cremant. Higí va representar el mateix, encara que els seus diables destacats a banda i banda de les flames. Willem Blaeu, un uranògraf neerlandès dels segles xvi i xvii, va dibuixar Ara com a altar per als sacrificis, amb una ofrena animal en flames el fum dels quals puja cap al nord, representat per Alpha Arae.
The Castle of Knowledge de Robert Recorde de 1556 enumera la constel·lació afirmant que «Sota la cua de l'Escorpí, hi ha l'Altar»; una dècada més tard, una traducció d'una obra força recent, principalment astrològica, de Marcellus Palingenius de 1565, feta per Barnabe Googe, diu «Aquí pots contemplar tant l'Altar com la poderosa Copa».

### Equivalents
En l'astronomia xinesa, les estrelles de la constel·lació de l'Altar es troben dins del «Drac Blau de l'Est» (東方青龍, Dōng Fāng Qīng Lóng). Cinc estrelles d'Altar van formar Guī (龜), una tortuga, mentre que altres tres van formar Chǔ (杵), una mà de morter.
El poble Wardaman del Territori del Nord a Austràlia va veure les estrelles d'Altar i la veïna constel·lació del Gall Dindi com a guineus voladores.

## Localització
Amb 237,1 graus quadrats i, per tant, el 0,575% del cel, Altar ocupa el lloc 63 de les 88 constel·lacions modernes per àrea. La posició a l'hemisferi sud celeste significa que tota la constel·lació és visible per als observadors al sud dels 22° N.
Escorpió discorre al llarg de la frontera nord, mentre que Escaire i Triangle Austral el limiten a l'oest, Au del Paradís al sud, i Gall Dindi i Telescopi a l'est.
L'abreviatura de tres lletres de la constel·lació, adoptada per la Unió Astronòmica Internacional, és «Ara».
Els límits oficials de les constel·lacions, tal com els va establir l'astrònom belga Eugène Delporte el 1930, estan definits per un polígon de dotze segments. En el sistema de coordenades equatorials, les coordenades d'ascensió recta d'aquestes fronteres es troben entre les 16 h 36,1 m i les 18 h 10,4 m, mentre que les coordenades de declinació estan entre -45,49 ° i -67,69 °.

## Característiques

### Estrelles
Bayer va donar vuit estrelles a les designacions de Bayer, etiquetant-les Alpha fins a Theta, tot i que mai havia vist la constel·lació directament, ja que mai s'eleva per sobre de l'horitzó a Alemanya. Després de traçar les constel·lacions del sud, l'astrònom francès Nicolas-Louis de Lacaille va recartografiar les estrelles d'Altar des d'Alfa fins a Sigma, incloent tres parells d'estrelles al costat de l'altre com Epsilon, Kappa i Nu.
Ara conté part de la Via Làctia al sud d'Escorpió i, per tant, té rics camps estel·lars. Dins dels límits de la constel·lació, hi ha 71 estrelles més brillants o iguals que la magnitud aparent 6,5.
Alpha Arae és una estrella de seqüència principal de color blau-blanc de magnitud 2,95, és troba a 270 ± 20 anys llum de la Terra. Aquesta estrella és al voltant de 9,6 vegades més massiva que el Sol i té una mitjana de 4,5 vegades el seu radi. És 5.800 vegades més lluminós que el Sol, la seva energia emesa des del seu embolcall exterior a una temperatura efectiva de 18.044 K. Una estrella Be, Alpha Arae està envoltada per un dens disc equatorial de material en rotació kepleriana (més que uniforme). L'estrella està perdent massa per un vent estel·lar polar amb una velocitat terminal d'aproximadament 1.000 km/s.
Només ombrejant Alpha Arae, Beta Arae és l'estrella més brillant de la constel·lació. És una estrella de color ataronjat de tipus espectral K3Ib-IIa que s'ha classificat com a supergegant o gegant brillant, situada a uns 650 anys llum de la Terra. És al voltant de 8,21 vegades més massiu i 5.636 vegades més lluminós que el Sol. Amb una magnitud aparent de 2,85, aquesta diferència de brillantor entre els dos és indetectable a simple vista.
A prop de Beta Arae hi ha Gamma Arae, una supergegant de color blau de tipus espectral B1Ib. De magnitud aparent 3,3, es troba a 1110 ± 60 anys llum de la Terra. S'ha estimat que és entre 12,5 i 25 vegades més massiu que el Sol, i té unes 120.000 vegades la seva lluminositat.
La tercera estrella més brillant d'Altar amb una magnitud de 3,13 és Zeta Arae, una gegant taronja de tipus espectral K3III que es troba a 490 ± 10 anys llum de la Terra. Al voltant de 7-8 vegades més massiva que el Sol, s'ha inflat fins a un diàmetre al voltant de 114 vegades el del Sol i és 3800 vegades més lluminosa. Si no fos més tènue per la pols interestel·lar intervinguda, seria significativament més brillant a la magnitud 2,11.
Delta Arae és una estrella de seqüència principal de color blau-blanc de tipus espectral B8Vn i de magnitud 3,6, situada a 198 ± 4 anys llum de la Terra. És unes 3,56 vegades més massiva que el Sol.
Epsilon1 Arae és un gegant taronja de magnitud aparent 4,1, que es troba a 360 ± 10 anys llum de distància de la Terra. És al voltant d'un 74% més massiva que el Sol. Amb una edat d'uns 1.700 milions d'anys, l'embolcall exterior de l'estrella s'ha expandit fins a gairebé 34 vegades el radi del Sol.
Eta Arae és un gegant taronja de magnitud aparent 3,76, situada a 299 ± 5 anys llum de distància de la Terra. S'estima que té uns cinc mil milions d'anys, ha arribat a l'etapa d'estrella gegant de la seva evolució. Amb 1,12 vegades la massa del Sol, té un embolcall exterior que s'ha expandit fins a 40 vegades el radi del Sol. Ara l'estrella gira tan lentament que triga més d'onze anys a completar una sola rotació.
GX 339-4 (V821 Arae) és una font binària de raigs X galàctica de baixa massa (LMXB) variable i moderadament forta i candidata a forat negre que esclata de tant en tant. A partir de mesures espectroscòpiques, es va trobar que la massa del forat negre era almenys de 5,8 masses solars.
S'han descobert exoplanetes en set sistemes estel·lars de la constel·lació:
- Mu Arae (Cervantes)[37] és una estrella semblant al Sol que acull quatre planetes.[38]
- HD 152079 és una estrella semblant al Sol amb un planeta semblant a Júpiter amb un període orbital de 2097 ± 930 dies.[39]
- HD 154672 és una estrella envellida semblant al Sol amb un Júpiter calent.
- HD 154857 és una estrella semblant al Sol amb un planeta confirmat i un altre sospitós.
- HD 156411 és una estrella més calenta i més gran que el Sol amb un planeta gegant gasós en òrbita.
- Gliese 674 és una estrella nana vermella propera amb un planeta.
- Gliese 676 és un sistema estel·lar binari format per dues nanes vermelles amb quatre planetes.

### Objectes del cel profund

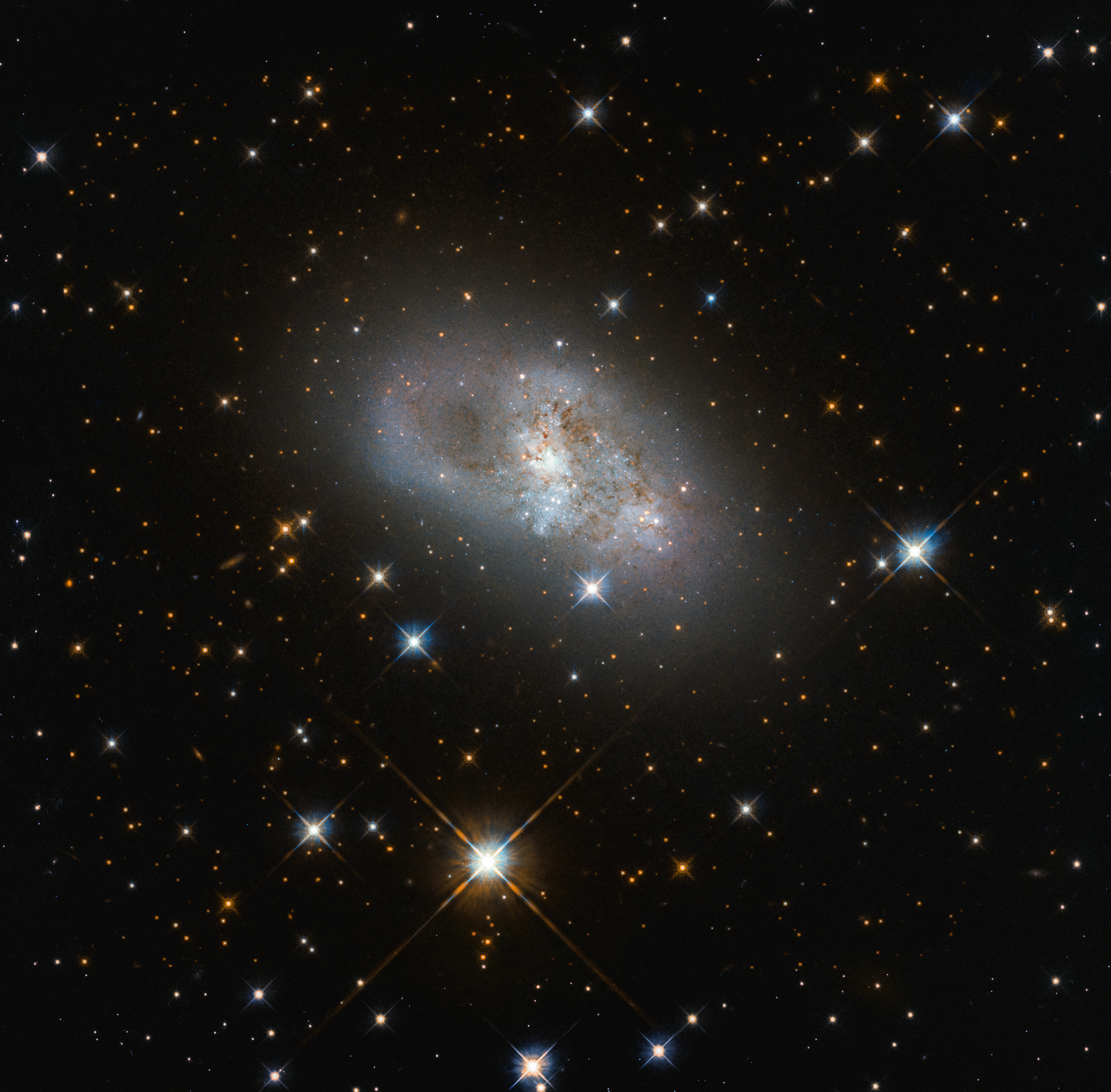
Imatge de la galàxia IC 4653 presa pel Hubble

L'angle nord-oest d'Altar està travessat pel pla galàctic de la Via Làctia i conté diversos cúmuls oberts (sobretot NGC 6200) i nebuloses difuses (incloent la parella brillant cúmul/nebulosa NGC 6188 i NGC 6193). El més brillant dels cúmuls globulars, NGC 6397 de sisena magnitud, es troba a una distància de només 6.500 anys llum (6,1 × 1016 km), el que el converteix en un dels cúmuls globulars més propers al Sistema Solar.
Altar també conté Westerlund 1, un súper cúmul estel·lar que conté la possible supergegant vermella Westerlund 1-237 i la supergegant vermella Westerlund 1-26. Aquesta última és una de les estrelles més grans conegudes amb una estimació que varia entre 1,168 i 2,519 radis solars.
Tot i que Altar es troba a prop del cor de la Via Làctia, dues galàxies espirals (NGC 6215 i NGC 6221) són visibles prop de l'estrella Eta Arae.

#### Cúmuls oberts
- IC 4651
- NGC 6193 és un cúmul obert que conté aproximadament 30 estrelles amb una magnitud total de 5,0 i una mida de 0,25 graus quadrats, aproximadament la meitat de la mida de la Lluna plena. Es troba a uns 4200 anys llum de la Terra. Té un membre brillant, una estrella doble amb una primària de color blau-blanc de magnitud 5,6 i una secundària de magnitud 6,9. NGC 6193 està envoltada per NGC 6188, una nebulosa tènue només visible normalment en fotografies de llarga exposició.[3]
- NGC 6200
- NGC 6204
- NGC 6208
- NGC 6250
- NGC 6253

#### Cúmuls globulars
- NGC 6352
- NGC 6362
- NGC 6397 és un cúmul globular amb una magnitud global de 6,0; és visible a simple vista sota uns cels excepcionalment foscos i normalment és visible amb prismàtics. És un cúmul globular força proper, a una distància de 10.500 anys llum.[3]

### Nebuloses planetàries
- La nebulosa Stingray (Hen 3–1357), la nebulosa planetària més jove coneguda des del 2010, es va formar a Altar; la llum d'aquesta formació es va observar per primera vegada cap al 1987.
- NGC 6326. Una nebulosa planetària que podria tenir un sistema binari al centre.